# Lac de Boue de Laterrière
 (décembre 2018).
Pour les articles homonymes, voir Laterrière.
Le Lac de Boue est un réservoir artificiel québécois de la région du Saguenay-Lac-Saint-Jean. Généré par la compagnie Alcan dans les années 1950, le lac de boue servit à recueillir les rejets du procédé Bayer de l'usine d'Arvida. Il est aujourd'hui abandonné.